# San Martín (Mendoza)
San Martín (Mendoza) é uma cidade da Argentina, localizada na província de Mendoza